# Sphaerophoria ladaskhensis
Sphaerophoria ladaskhensis är en tvåvingeart som beskrevs av Ghorpade 1994. Sphaerophoria ladaskhensis ingår i släktet sländblomflugor, och familjen blomflugor. Inga underarter finns listade i Catalogue of Life.